# Tuří rybník
Tuří rybník este o arie protejată (arie specială de conservare — SAC, sit de importanță comunitară — SCI) din Republica Cehă întinsă pe o suprafață de 115,46 ha, integral pe uscat.

## Localizare
Centrul sitului Tuří rybník este situat la coordonatele 50°19′07″N 16°03′15″E / 50.318611°N 16.054167°E.

## Înființare
Situl Tuří rybník a fost declarat sit de importanță comunitară în noiembrie 2009 pentru a proteja 1 specie de animale. Situl a fost protejat și ca arie specială de conservare în aprilie 2014.

## Biodiversitate
Situată în ecoregiunea continentală, aria protejată nu include niciun habitat protejat.
La baza desemnării sitului se află o specie protejată de  amfibieni: buhai de baltă cu burta roșie (Bombina bombina).